# Мостовая (Томская область)
Мостовая — деревня в Чаинском районе Томской области, Россия. Входит в состав Усть-Бакчарского сельского поселения.

## История
Основана в 1911 году. По данным на 1926 года состояла из 23 хозяйств, основное население — русские. В административном отношении входила в состав Бакчарского сельсовета Чаинского района Томского округа Сибирского края.

## Население
| 1926 | 1931 | 1940 | 1956 | 1995 | 1996 | 1997 |
| ---- | ---- | ---- | ---- | ---- | ---- | ---- |
| 111  | ↘54  | ↗108 | ↘103 | ↘96  | ↗108 | ↘93  |
| 1998 | 1999 | 2002 | 2010 | 2012 | 2013 | 2014 |
| ↗114 | ↘113 | ↗116 | ↗121 | →121 | ↘120 | ↗122 |
| 2015 | 2021 |      |      |      |      |      |
| ↘116 | ↘93  |      |      |      |      |      |

Национальный состав
Согласно результатам переписи 2002 года, в национальной структуре населения русские составляли 95 %.